# Лахдо, Адриан
Адриан Лахдо (швед. Adrian Lahdo; род. 26 декабря 2007) — шведский футболист, полузащитник клуба «Хаммарбю».

## Клубная карьера
Воспитанник футбольной академии клуба «Хаммарбю». В июле 2024 года продлил контракт с клубом до 2027 года. 21 октября дебютировал в основном составе «Хаммарбю» в матче Аллсвенскан против «Юргордена».

## Карьера в сборной
Выступал за сборные Швеции до 17 и до 18 лет.

## Личная жизнь
Старший брат Майкель также является профессиональным футболистом.